# 对矛虫属
对矛虫属（学名：Amphilonche）是等棘虫科下的一个属。

## 下属物种
本属包括以下物种：
- Amphilonche belonoides Haeckel, 1862
- 长对矛虫 Amphilonche elongata (Müller, 1858)